# Успоредност
Успоредност в математиката е понятие, с което, най-общо, се означава свойството на дадени геометрични обекти да са равноотдалечени във всяка своя точка и еднопосочни, паралелни. Понятието е силно претоварено, поради което и точната му дефиниция зависи от контекста, в който се употребява: успоредни прави, успоредни равнини, успоредно пренасяне, успоредно сечение.

## Успоредност на прави и равнини
Успоредни прави
Две прави {\displaystyle a} и {\displaystyle b} се наричат успоредни, ако лежат в една и съща равнина, но нямат обща точка (точка на пресичане). Това се означава с {\displaystyle a||b} Условието двете прави да лежат в една и съща равнина е необходимо, тъй като е възможно да нямат обща точка, но да лежат в различни равнини – тогава правите се наричат кръстосани.
Права, успоредна на равнина
За дадена права се казва, че е успоредна на равнина, ако съществува поне една права в равнината, на която дадената да е успоредна. Съществено свойство е, че през права, успоредна на равнина, може да се прекара единствена равнина, успоредна на дадената.
Успоредни равнини
По аналогия с правите, две равнини се наричат успоредни, ако нямат обща точка (а оттам и обща права). Критериите за успоредност на равнини са два:
1. Двойка пресичащи се прави в едната равнина да са съответно успоредни на двойка пресичащи се прави в другата равнина.
2. Да съществува права, която е едновременно перпендикулярна и на двете равнини.

## Други понятия, свързани с успоредност
Успоредно пренасяне
Успоредно пренасяне, или още транслация, се нарича движението на евклидовото пространство, при което всички точки се преместват в една и съща посока и на равни разстояния.
Успоредно сечение
Успоредно сечение на геометрично тяло — цилиндър, конус, призма, пирамида – е сечение с успоредна на основата равнина. Друг смисъл, в който се използва изразът „успоредни сечения“, е за сечения на тяло успоредни, помежду си равнини.